# William Davenant
William Davenant, a volte anche D'Avenant, (Oxford, 3 marzo 1606  (la data si riferisce al giorno del battesimo) – Londra, 7 aprile 1668), è stato un poeta e drammaturgo britannico.

## Biografia
William Davenant nacque con molta probabilità alla fine del febbraio 1606: non si conosce esattamente la data ma il suo certificato di battesimo venne redatto il 3 marzo 1606; in quell'epoca, infatti, si era soliti registrare le nascite qualche giorno, o addirittura settimana, dopo l'effettivo parto. Figlio di Jane Shepherd Davenant e John Davenant, proprietario della locanda "Crown Inn" (ricordata anche come "Crown Tavern") ad Oxford, ebbe come padrino William Shakespeare, cliente abituale del luogo. A lungo una leggenda alimentata forse da un'ostessa della Crown Inn indicò in Shakespeare il padre di Davenant, anche se l'ipotesi non è condivisa dalla critica.
Dopo gli studi alla scuola All Saints si iscrisse al Lincoln College di Oxford senza, tuttavia, conseguire alcun titolo dato l'abbandono della carriera universitaria. Trasferitosi a Londra divenne paggio di corte tessendo una stretta trama di amicizie che, nel corso della vita, gli torneranno utili e vantaggiose. Stretta amicizia con il poeta Sir John Suckling, si dedicò come lui al libertinaggio e si diede alle avventure militari. Nel 1629 inscenò la tragedia Albovino, re dei Lombardi (Albovine, King of the Lombards), che ottenne un tiepido successo, tale però da convincere Davenant a perseguire nella scrittura drammatica. L'anno successivo fu la volta di un altro componimento tragico, Il fratello crudele (The Cruel Brother) e della tragicommedia The Just Italian, entrambe rappresentate al Blackfriars Theatre di Londra.
La sua fama di poeta lo portò ad essere nominato poeta laureato nel 1638, all'età di soli trentatré anni, al posto del deceduto Ben Jonson.
L'anno successivo, nel 1639, gli venne concessa l'autorizzazione per la costruzione di un teatro che restò però solo un progetto. Riuscì ad ottenere il posto di impresario del Cockpit Theatre a discapito di Christopher Beeston, arrestato per aver inscenato un dramma sulla Scozia che aveva attirato le ire del re Carlo I, di origine scozzese.
Ebbe di certo rapporti buoni con la famiglia reale visto che la sua implicazione in un complotto ai danni della corona, scoperto nel 1641, lo costrinse ad abbandonare Londra per essere poi arrestato e successivamente graziato e nominato anzi cavaliere a Gloucester dallo stesso monarca alle cui spalle aveva tessuto trame sinistre.
Nonostante l'editto del Parlamento del 2 febbraio 1642 (seguito da un secondo nel 1647 e poi da un terzo) sancisse l'ostilità dei puritani verso l'arte teatrale, Davenant riuscì ad allestire, grazie ai suoi agganci politici, numerose opere in diversi teatri londinesi, costantemente sotto accusa dalle forze religiose che vedevano nel teatro un luogo di perdizione e distrazione dalla buona moralità.
Nella sua vita operò come governatore di colonie come la Virginia statunitense o il Maryland, svolgendo però il suo incarico con dubbia fedeltà verso la madre patria, tanto da essere catturato nel 1650, imprigionato per l'intero anno successivo nella Torre di Londra ma graziato poi da Oliver Cromwell.
Nel 1658 allestì al Cockpit L'assedio di Rodi (The Siege of Rodhes) con uno sfarzo ed una spettacolarità che colpì notevolmente il pubblico: il dramma, trasformato in opera visto l'amore dei puritani per la musica ed il canto, non trovò opposizioni e resistenze. Da qui si susseguirono una serie di allestimenti sempre più sfarzosi, con un'attenzione all'elemento scenico che implicò la partecipazione dello scenografo Inigo Jones. Nel 1660 Carlo II, rimpatriato dall'esilio, gli accordò il permesso di fondare la compagnia dei The Duke's Men (in onore al fratello del re, l'allora Duca di York, in seguito incoronato Giacomo II d'Inghilterra): tale operazione consentì a Davenant di ottenere, assieme a Thomas Killigrew che formò i The King's Men, il monopolio della professione teatrale. Le due compagnie si uniranno, poi, nel 1682. Con la compagnia Davenant operò prima al Salisbury Court Theatre ed occasionalmente al Cockpit, per poi trasferirsi al Lisle's Tennis Court: in questo periodo, Davenant ottenne il permesse per poter allestire, in esclusiva, i lavori shakespeariani, divenendo così anche adattatore.
Data la vita dissoluta nonostante il matrimonio con Lady Mary Davenant, contrasse la sifilide, malattia al tempo molto diffusa, che lo condusse alla morte il 7 aprile 1668. Come poeta laureato gli succedette John Dryden, che aveva con lui curato una riscrittura de La tempesta di Shakespeare pochi anni prima. È sepolto nell'"angolo dei poeti" in Westminster Abbey.

## Opere

### Poemi epici e raccolte di poesie
- Ieffereidos (1630)
- Madagascar, with other Poems (1638)
- London, King Charles his Augusta, or, City Royal, of the founders, the names, and oldest honours of that City (1648)
- A Discourse upon Gondibert, an heroick poem (o semplicemente Gondibert) (1650)
- Wit and Drollery: Jovial Poems (1656)
- Poems on Several Occasions (1657)

### Panegirici
- "A Panegyric to his Excellency the Lord General Monck" (1660), a George Monck
- "Poem upon his sacred Majesties most happy return to his dominions" (1660), sulla Restaurazione di Carlo II d'Inghilterra
- "Poem, to the King's most sacred Majesty" (1663), a Carlo II

### Drammi, masques ed opere
- Albovine, King of the Lombards, tragedia (circa 1626-9; stampa 1629)
- The Cruel Brother, tragedia (registrata il 12 gennaio 1627; stampa 1630)
- The Just Italian, commedia (registrata il 2 ottobre 1629; stampa 1630)
- The Wits, commedia (registrata il 19 gennaio 1634; stampa 1636)
- Love and Honour, tragicommedia (registrata il 20 novembre 1634; stampa 1649)
- The Temple of Love masque (registrata il 10 febbraio 1635; stampa 1635)
- News from Plymouth commedia (registrata il 1º agosto 1635; stampa 1673)
- The Platonick Lovers, commedia (registrata il 16 novembre 1635; stampa 1636)
- The Triumphs of the Prince D'Amour, masque (rappresentata il 23 o il 24 febbraio 1636; stampa 1636)
- Britannia Triumphans, masque, con Inigo Jones (registrata l'8 gennaio 1638; stampa 1638)
- Luminalia o The Festival of Light, masque, con Inigo Jones (registrata il 6 febbraio 1638; stampa 1638)
- The Unfortunate Lovers, tragedia (registrata il 16 aprile 1638; stampa 1643)
- The Fair Favourite, tragicommedia (registrata il 17 novembre 1638; stampa 1673)
- The Spanish Lovers o The Distresses commedia (registrata il 30 marzo 1639; stampa 1673)
- Salmacida Spolia, masque (rappresentata il 21 gennaio 1640; stampa 1640)
- The Siege of Rhodes, parte I, tragicommedia (rappresentata nel settembre 1656; stampa 1656)
- The Cruelty of the Spaniards in Peru, opera (rappresentata e stampata nel 1658)
- The History of Sir Francis Drake, dramma storico (rappresentata nel 1658-9; stampa 1659)
- The Siege of Rhodes, parte II, tragicommedia (circa 1657-9; stampa 1663)
- The Playhouse to Be Let, commedia (rappresentata nell'agosto 1663; stampa 1673); include Sir Frances Drake e The Cruelty of the Spaniards in Peru
- The Man's the Master, commedia (rappresentata il 26 marzo 1668; stampa 1669)